# Delphinium forrestii
Delphinium forrestii är en ranunkelväxtart som beskrevs av Friedrich Ludwig Diels. Delphinium forrestii ingår i släktet storriddarsporrar, och familjen ranunkelväxter. Utöver nominatformen finns också underarten D. f. viride.